# Christopher Poole
Christopher Poole (New York, 1988) è un imprenditore statunitense, conosciuto per aver fondato i siti web 4chan e Canvas.
È conosciuto con il nickname di moot, identità con la quale Poole ha aperto 4Chan. Nel 2008 Leopoldo Godoy della brasiliana TV Globo chiamò il sito web di Poole 4chan "il ground zero della web culture occidentale." Nell'aprile del 2009 Poole fu votato come la persona più influente al mondo del 2008 da un sondaggio internet aperto del Time magazine. Nel 2016 è stato ingaggiato da Google.

## Biografia
Il 12 settembre 2009, Poole diede un discorso sul perché 4chan viene reputata come una "Meme Factory " al Paraflows Symposium di Vienna, in Austria, che faceva parte del Paraflows 09 festival, a tema Urban Hacking. In questo discorso, Poole ha attribuito questo principio al sistema di anonimato e alla mancanza di ritenzione dei dati sul sito ("Il sito non ha memoria").
Il 10 febbraio 2010, Poole parlò alla TED2010 conference a Long Beach, California. Lui parlò della crescente prevalenza di identità utente, della condivisione delle informazioni personali su siti come Facebook e Twitter, e ha parlato anche del valore del distacco anonimo su siti come 4chan. Fred Leal del giornale brasiliano O Estado de S. Paulo ha detto nel suo intervento alla conferenza "indica che qualcosa di straordinario sta succedendo...[4chan] sfida ogni convenzione di Internet: è, da sola, l'antitesi di Google, siti di social networking e Blog."

## Controversie
Nell'aprile del 2009, Poole fu votato come la persona più influente al mondo del 2008 da un sondaggio internet aperto del Time magazine ma i risultati furono messi in discussione, anche prima della conclusione del sondaggio, poiché programmi di voto automatico avrebbero alterato la votazione. Inoltre, leggendo la prima lettera dei primi 21 candidati nel sondaggio usciva una frase contenente due meme di 4chan: "MARBLECAKE. Anche, THE GAME."